# Pecco
Pecco (Pech in piemontese) è una frazione di Val di Chy, nella città metropolitana di Torino, in Piemonte. Costituisce un municipio di 232 abitanti.
Fino al 31 dicembre 2018 è stato un comune autonomo, che confinava con i comuni di Alice Superiore, Lugnacco, Rueglio e Vistrorio. Dal 1º gennaio 2019 si è fuso con i comuni di Alice Superiore e Lugnacco per dare vita al nuovo comune di Val di Chy.

## Geografia fisica
Pecco era il comune avente la minor estensione comunale della provincia, mentre a livello regionale si attestava al secondo posto dopo Miagliano; a livello nazionale risultava essere il 13º territorio comunale avente minor superficie.
Si trova in Val Chiusella sulla sinistra idrografica della valle.

## Storia

### Simboli
Lo stemma e il gonfalone erano stati concessi con decreto del presidente della Repubblica del 16 febbraio 1955.
Il gonfalone era un drappo partito di verde e di bianco.

## Società

### Evoluzione demografica
Abitanti censiti

## Amministrazione

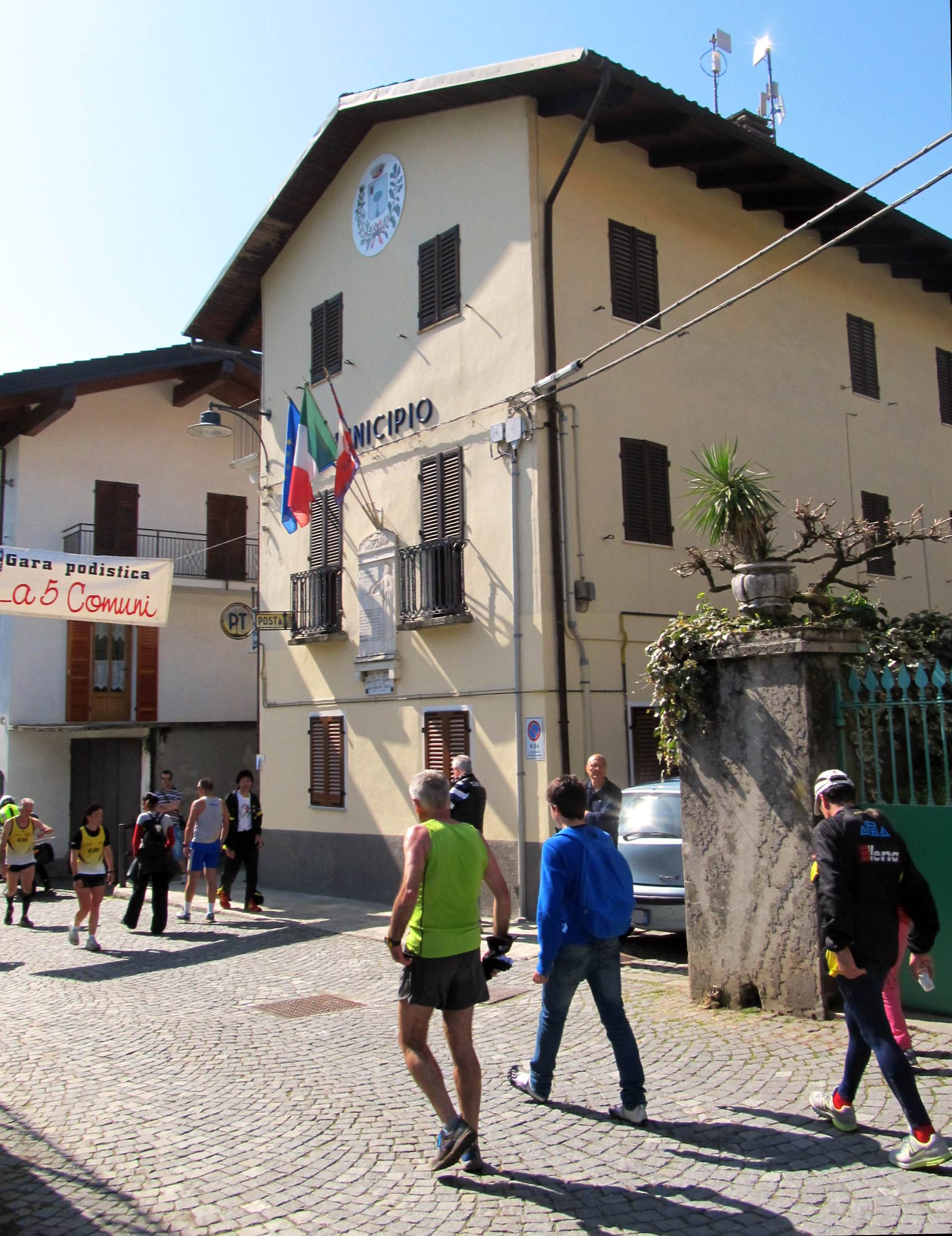
L'ex-municipio

Territorio dell'ex Comune di Pecco nella Città metropolitana di Torino.

| Periodo | Periodo          | Primo cittadino | Partito      | Carica  | Note |
| ------- | ---------------- | --------------- | ------------ | ------- | ---- |
| 2004    | 2009             | Ivo Mabritto    | lista civica | Sindaco |      |
| 2009    | 31 dicembre 2018 | Michele Gedda   | lista civica | Sindaco |      |

### Altre informazioni amministrative
Il comune di Pecco faceva parte della Comunità Montana Valchiusella, Valle Sacra e Dora Baltea Canavesana.
Il 27 maggio 2018 gli abitanti di Alice Superiore, Pecco e Lugnacco sono stati chiamati alle urne per votare la fusione dei tre comuni nel nuovo comune di Val di Chy. I "Sì" hanno prevalso con oltre il 67% dei voti.